# Права ребёнка
Права ребёнка — права человека, не достигшего совершеннолетия (согласно Конвенции о правах ребёнка и российскому закону, это лица, не достигшие 18 лет).
На международном и национальном уровне существует множество специальных актов о правах ребёнка. Основным актом о правах ребёнка на международном уровне является Конвенция о правах ребёнка (Нью-Йорк, 20 ноября 1989 г.) — это документ о правах ребёнка из 54 статей. Все права, входящие в Конвенцию, распространяются на всех детей.
Основным актом о правах ребёнка в России является Федеральный закон от 24 июля 1998 г. N 124-ФЗ «Об основных гарантиях прав ребёнка в Российской Федерации».
Права ребёнка в России регламентированы также Семейным кодексом РФ.

## Права ребёнка, принятые Генеральной Ассамблеей ООН в 1959 году
Декларация прав ребёнка, принятая Генеральной Ассамблеей ООН в 1959 году, устанавливает следующие принципы:
1. Ребёнку должны принадлежать все указанные в настоящей Декларации права. Эти права должны признаваться за всеми детьми без всяких исключений и без различия или дискриминации по признаку расы, цвета кожи, пола, языка, религии, политических или иных убеждений, национального или социального происхождения, имущественного положения, C рождения или иного обстоятельства, касающегося самого ребёнка или его семьи.
2. Ребёнку законом и другими средствами должна быть обеспечена специальная защита и предоставлены возможности и благоприятные условия, которые позволяли бы ему развиваться физически, умственно, нравственно, духовно и в социальном отношении здоровым и нормальным путём и в условиях свободы и достоинства. При издании с этой целью законов главным соображением должно быть наилучшее обеспечение интересов ребёнка.
3. Ребёнку с его рождения должно принадлежать право на имя и гражданство.
4. Ребёнок должен пользоваться благами социального обеспечения. Ему должно принадлежать право на здоровый рост и развитие; с этой целью специальные уход и охрана должны быть обеспечены как ему, так и его матери, включая дородовой и послеродовой уход. Ребёнку должно принадлежать право на надлежащее питание, жилище, развлечения и медицинское обслуживание.
5. Ребёнку, который является неполноценным в физическом, психическом или социальном отношении, должны обеспечиваться специальные режимы, образование и заботы, необходимые ввиду его особого состояния.
6. Ребёнок для полного и гармоничного развития его личности нуждается в любви и понимании. Он должен, когда это возможно, расти на попечении и под ответственностью своих родителей и во всяком случае в атмосфере любви и моральной и материальной обеспеченности; малолетний ребёнок не должен, кроме тех случаев, когда имеются исключительные обстоятельства, быть разлучаем со своей матерью. На обществе и на органах публичной власти должна лежать обязанность осуществлять особую заботу о детях, не имеющих семьи, и о детях, не имеющих достаточных средств к существованию. Желательно, чтобы многодетным семьям предоставлялись государственные или иные пособия на содержание детей.
7. Ребёнок имеет право на получение образования, которое должно быть бесплатным и обязательным, по крайней мере на начальных стадиях. Ему должно даваться образование, которое способствовало бы его общему культурному развитию и благодаря которому он мог бы, на основе равенства возможностей, развить свои способности и личное суждение, а также сознание моральной и социальной ответственности и стать полезным членом общества. Наилучшее обеспечение интересов ребёнка должно быть руководящим принципом для тех, на ком лежит ответственность за его образование и обучение; эта ответственность лежит прежде всего на его родителях. Ребёнку должна быть обеспечена полная возможность игр и развлечений, которые были бы направлены на цели, преследуемые образованием; общество и органы публичной власти должны прилагать усилия к тому, чтобы способствовать осуществлению указанного права.
8. Ребёнок должен при всех обстоятельствах быть среди тех, кто первым получает защиту и помощь.
9. Ребёнок должен быть защищён от всех форм небрежного отношения, жестокости и эксплуатации. Он не должен быть объектом торговли в какой бы то ни было форме. Ребёнок не товар.
10. Ребёнок должен ограждаться от практики, которая может поощрять расовую, религиозную или какую-либо иную форму дискриминации. Он должен воспитываться в духе взаимопонимания, терпимости, дружбы между народами, мира и всеобщего братства, а также в полном сознании, что его энергия и способности должны посвящаться служению на пользу других людей.

## Права ребёнка в России
Российский закон постулирует, что права и свободы человека и гражданина принадлежат ребёнку от рождения и гарантируются государством. Запрещается ограничение прав ребёнка при обучении в семье, детском саду или в школе. Дети старше 8 лет могут беспрепятственно создавать общественные объединения, кроме партийных, политических и религиозных.
Закон называет несколько прав ребёнка, описывая порядок их обеспечения:
- право на охрану здоровья — предусматривает оказание детям бесплатной медицинской помощи, включая оздоровление, профилактику, санаторно-курортное лечение, диспансерное наблюдение, медицинскую реабилитацию детей-инвалидов и детей с хроническими заболеваниями;
- право в сфере профессионального обучения и занятости — предполагает трудовые гарантии для детей от 15 лет (вознаграждение за труд, охрана труда, сокращённое рабочее время, отпуск) и разные льготы, для детей от 14 лет обеспечивается профессиональное обучение;
- право на отдых — включает государственный контроль за обеспечением безопасного, качественного и доступного детского отдыха.

Федеральный закон предполагает также несколько мер по защите детей:
- защита от информации, наносящей вред здоровью и нравственному развитию, в том числе от пропаганды неравенства, нетерпимости, насилия и антиобщественного поведения, порнографии, алкоголя, табака и наркомании, в частности предполагается экспертиза игр и игрушек.
- защита социальной инфраструктуры для детей, в частности ликвидация таких объектов только с согласия специальной комиссии;
- противодействие эксплуатации детей и торговле детьми, в том числе поддержка жертв и их родителей;
- защита прав детей, находящихся в трудной ситуации — сирот, детей с ограниченными возможностями здоровья, жертв насилия, вооружённых конфликтов и катастроф, детей из малоимущих семей или семей беженцев, детей из воспитательных колоний[5].

Имущественные права ребёнка регламентируются статьёй 60 Семейного кодекса РФ.

### Профильные ведомства
Федеральные власти принимают концептуальные документы, например национальную стратегию действий в интересах детей, и проводят федеральные целевые программы защиты прав ребёнка и поддержки детства, следят за исполнением международных обязательств в этой сфере.
Региональные власти ответственны за социальную поддержку сирот и детей-инвалидов, обеспечение отдыха и оздоровления детей.
Закон предполагает назначение специального федерального уполномоченного по правам ребёнка и детских омбудсменов на региональном уровне.

## Права ребенка в США
В Соединённых штатах Америки законом не запрещено не только бить детей в семье, но также и в публичных школах. Законы против побоев, нападений и/или жестокого обращения с детьми делают исключения для «разумного» физического наказания со стороны родителей и школьных учителей, защиту, основанную на общем праве и, в частности, английском праве. Однако подавляющее большинство школ в США отказались от телесных наказаний. Свод с перечнем прав ребенка в США перечисляет такие права, как право на питание (быть накормленным) и быть одетым.